# Down to Earth (Nektar)
Down to Earth è un album del gruppo musicale progressive inglese Nektar, pubblicato dall'etichetta discografica Bacillus nell'ottobre 1974.
L'album è prodotto da Peter Hauke e lo stesso gruppo, che firma tutti i brani.
Dal disco vengono tratti i singoli Fidgety Queen e Astral Man.

## Tracce

### Lato A
1. Astral Man
2. Nelly the Elephant
3. Early Morning Clown
4. That's Life

### Lato B
1. Fidgety Queen
2. Oh Willy
3. Little Boy
4. Show Me the Way
5. Finale